# 1292
- Wikisource

| Calendário gregoriano                                                        | 1292 MCCXCII                                         |
| Ab urbe condita                                                              | 2045                                                 |
| Calendário arménio                                                           | 741 – 742                                            |
| Calendário bahá'í                                                            | -552 – -551                                          |
| Calendário budista                                                           | 1836                                                 |
| Calendário chinês                                                            | 3988 – 3989 Início a 20 de janeiro (aproximadamente) |
| Calendário copta                                                             | 1008 – 1009                                          |
| Calendário etíope                                                            | 1284 – 1285                                          |
| Calendários hindus - Vikram Samvat - Calendário nacional indiano - Cáli Iuga | 1347 – 1348 1213 – 1214 4392 – 4393                  |
| Calendário Holoceno                                                          | 11292                                                |
| Calendário islâmico                                                          | 691 – 692                                            |
| Calendário judaico                                                           | 5052 – 5053                                          |
| Calendário persa                                                             | 670 – 671                                            |
| Calendário rúnico                                                            | 1542                                                 |
| Calendário solar tailandês                                                   | 1835                                                 |

1292 (MCCXCII, na numeração romana) foi um ano bissexto do século XIII do Calendário Juliano, da Era de Cristo, e as suas letras dominicais foram  F e E (52 semanas), teve início a uma terça-feira e terminou a uma quarta-feira.
| Ano completo                          |
| ------------------------------------- |
| Ano bissexto com início à terça-feira |